# Chriodes poliendus
Chriodes poliendus är en stekelart som först beskrevs av Morley 1913.  Chriodes poliendus ingår i släktet Chriodes och familjen brokparasitsteklar. Inga underarter finns listade i Catalogue of Life.